# Justinus II
Justinus II, född 520, död 578 var östromersk kejsare 565–578 och systerson till Justinianus I. 
Under Justinus II ökade langobardernas militära styrka och år 568 trängde de ut de bysantinska arméerna från den italienska halvön. Samtidigt anföll och brände slaverna tillsammans med avarerna balkanhalvön. Det pågående kriget mot perserna växlade och någon form av avslut gick inte att se i den resursslukande kampanjen. Svårt trängd av rikets militära motgångar och en egen klen hälsa gjorde att Justinus II lämnade över styret till sin gemål Aelia Sophia, en systerdotter till Theodora. Innan sin död utsåg han även Tiberios som medkejsare år 574, Justinius fältherre. Tiberios efterträdde Justinius, då han fyra år senare avled.   